# Тремблер прямодзьобий
Тремблер прямодзьобий (Toxostoma rufum) — вид птахів родини пересмішникових (Mimidae), Тремблер прямодзьобий у великій кількості поширений у східній і центральній частині Сполучених Штатів, а також у південній і центральній Канаді, і це єдиний тремблер, який мешкає переважно на схід від Скелястих гір і центрального Техасу. Тремблер прямодзьобий — символічний птах штату Джорджія.
Будучи представником роду Toxostoma, цей птах є відносно великим за розміром серед інших тремблерів. Має коричневу верхню частину з білою нижньою частиною з темними смугами. Через це його часто плутають з меншим дроздом лісовим (Hylocichla mustelina). Тремблер прямодзьобий відомий тим, що має понад 1000 типів пісень, що є найбільшим репертуаром пісень птахів. Проте кожна нота зазвичай повторюється у двох-трьох фразах.
Тремблер прямодзьобий є всеїдним, його раціон варіюється від комах до фруктів і горіхів. Звичайними місцями гніздування є кущі, невеликі дерева, іноді кладе гніздо на землі. Тремблер прямодзьобий, як правило, малопомітний, але територіальний птах. Особливо коли захищає гніздо, він може нападати і старатись відігнати навіть великих тварин чи людину.

## Таксономія та найменування
Тремблер прямодзьобий найперше був описаний Карлом Ліннеєм у його знаковому 10-му виданні Systema Naturae 1758 року як Turdus rufus. Назва роду Toxostoma походить від давньогрецького toxon, «лук» або «арка» і stoma, «рот». Видовий епітет rufum по-латині означає «червоний, бурий».
Незважаючи на те, що цей птах не належить до родини дроздів, його іноді помилково називають бурим дроздом.  Помилкове уявлення про назву могло бути тому, що вважається, що англійське слово thrasher ("молотник") походить від слова thrush ("дрізд"). Натураліст Марк Кейтсбі назвав його дроздом лисячого кольору. Українська видова назва, введена Геннадієм Фесенком, не цілком точно відображає зовнішність птаха, оскільки дзьоб у тремблера не прямий, а дещо загнутий.
Генетичні дослідження виявили, що тремблер прямодзьобий найбільше споріднений з рудим і козумельським тремблерами (T. longirostre & guttatum ) у межах роду Toxostoma.

## Опис
Тремблер прямодзьобий яскраво-червонувато-коричневий зверху з тонкими темними смугами на світлому низу. Має груди білуватого кольору з помітними краплеподібними плямами на грудях. Його довгий рудий хвіст закруглений із блідішими кутами, а очі яскраво-жовті. Його дзьоб коричневий, довгий і загнутий донизу. І самець, і самка зовні схожі. Зовнішній вигляд ювенільних осіб тремблера прямодзьобого не відрізняється від дорослих, за винятком текстури оперення, менш виразних плямок на верхній частині та райдужної оболонки оливкового кольору.

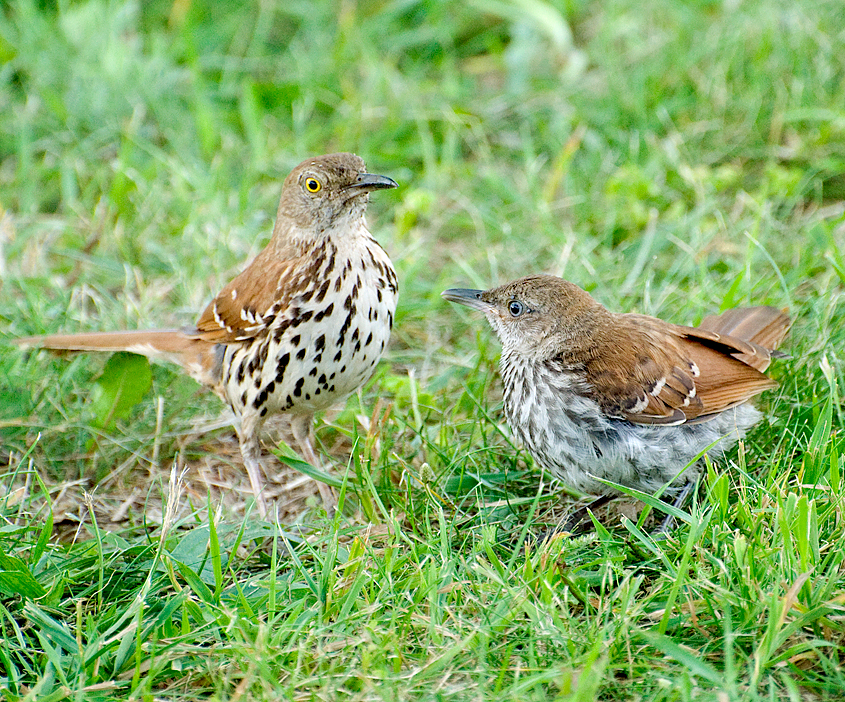
Доросла особина з ювенільною (справа) у Вірджинії, США

Тремблер прямодзьобий є досить великим як на горобцеподібних, птахом,  зазвичай має помірні розміри для тремблера, він значно більший за пересмішника осокового (Oreoscoptes montanus), але схожий або дещо менший за розміром, ніж більш коричневі види Toxostoma, які зустрічаються далі на захід. Дорослі розміри приблизно від 23,5 до 30,5 см довгі з розмахом крил від 29 до 33 см і важать 61—89 г із середнім значенням 68 г. Серед стандартних вимірювань хорда крила становить 9,5 до 11,5 см, хвіст 10,9—14,1 см, дзьоб 2,2—2,9 см і заплесно становить 3,2—3,6 см. Є два підвиди тремблера прямодзьобого — T. rufum rufum поширений у східній половині Канади та Сполучених Штатів і T. rufum longicauda (Baird), 1858)), більше поширений у центральній частині Сполучених Штатів на схід від Скелястих гір і на півдні центральної Канади. Західний тремблер відрізняється більш коричневим верхом, білішими смугами на крилах і темнішими плямами на грудях, ніж T.rufum rufum.
Тривалість життя тремблера прямодзьобого варіює від року до року, оскільки рівень виживання в перший рік становить 35%, 50% між другим і третім роками та 75% між третім і четвертим роками. Хвороби та вплив холодної погоди є одними з факторів, що обмежують тривалість життя. Проте найдовша тривалість життя в дикій природі становить 12 років, і відносно стільки само в неволі.

### Подібні види
У схожого на вигляд тремблера рудого значно менший ареал поширення. У нього сірі голова та шия, а також довший дзьоб, ніж у тремблера прямодзьобого. Зовнішнім виглядом тремблер прямодзьобий також разюче схожий на дрозда лісового, птаха, з яким його часто плутають. Однак лісовий дрізд має темні плями на нижній частині, а не коричневі смуги, як у тремблера, має темні очі, коротший хвіст, коротший і прямий дзьоб (з головою, як правило, типовішою для дрозда), і явно менший розміром.

## Поширення і середовище проживання

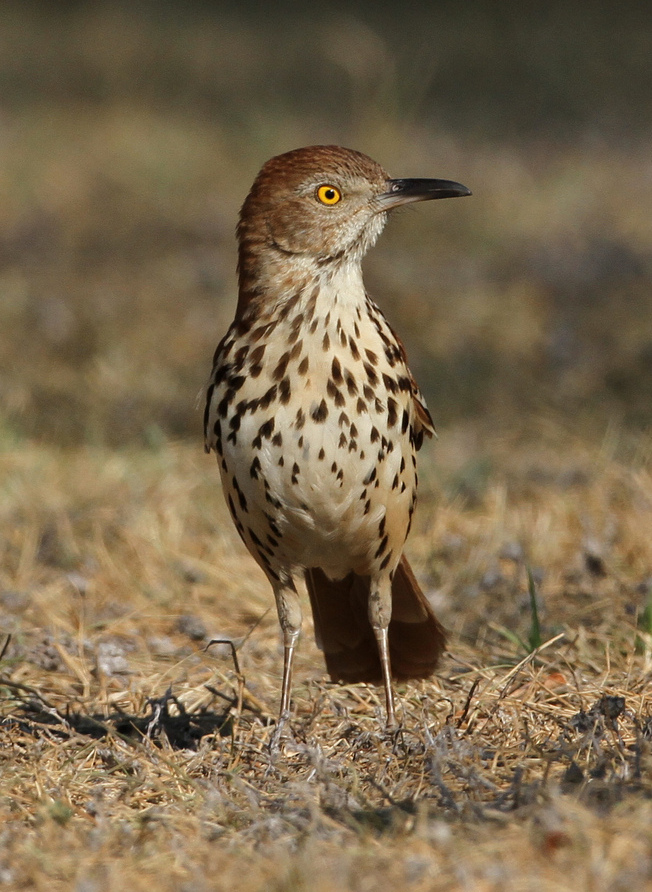
У Техасі, США

Тремблер прямодзьобий живе в різних місцях проживання. Воліє жити на узліссях, у заростях і густих чагарниках, часто шукаючи їжу в сухому листі на землі. Він також може жити в сільськогосподарських районах і поблизу приміських територій, але рідше тримається поблизу людського житла, ніж інші види птахів. Тремблер прямодзьобий часто бореться за середовище існування та потенційні місця гніздування з іншими птахами, зазвичай ініціаторами цього є самці.
Тремблер прямодзьобий є сильним, але частковим мігрантом, оскільки птах цілорічний мешканець південної частини свого ареалу. Ареал гніздування включає Сполучені Штати та Канаду на схід від Скелястих гір, але іноді його помічають і західніше від Скелястих гір. Збільшення кількості дерев на Великих рівнинах протягом останнього століття внаслідок гасіння пожеж і висадки дерев сприяло розширенню ареалу тремблера прямодзьобого на захід, як і ареалу багатьох інших видів птахів. Дослідження показують, що птахи, які живуть у регіоні Нової Англії в Сполучених Штатах під час сезону розмноження, летять до Кароліни та Джорджії, птахи, розташовані на сході Міссісіпі, зимують від Арканзасу до Джорджії, а птахи, розташовані в Дакоті та провінціях центральної Канади, прямують до східного Техасу та Луїзіани. Під час міграції перелітає зазвичай на короткі відстані та вночі. Існують також записи про зимівлю птаха в Мексиці , а також британський запис про трансатлантичного ваґранта.

## Поведінка

Картина Джона Джеймса Одюбона із зображенням тремблерів

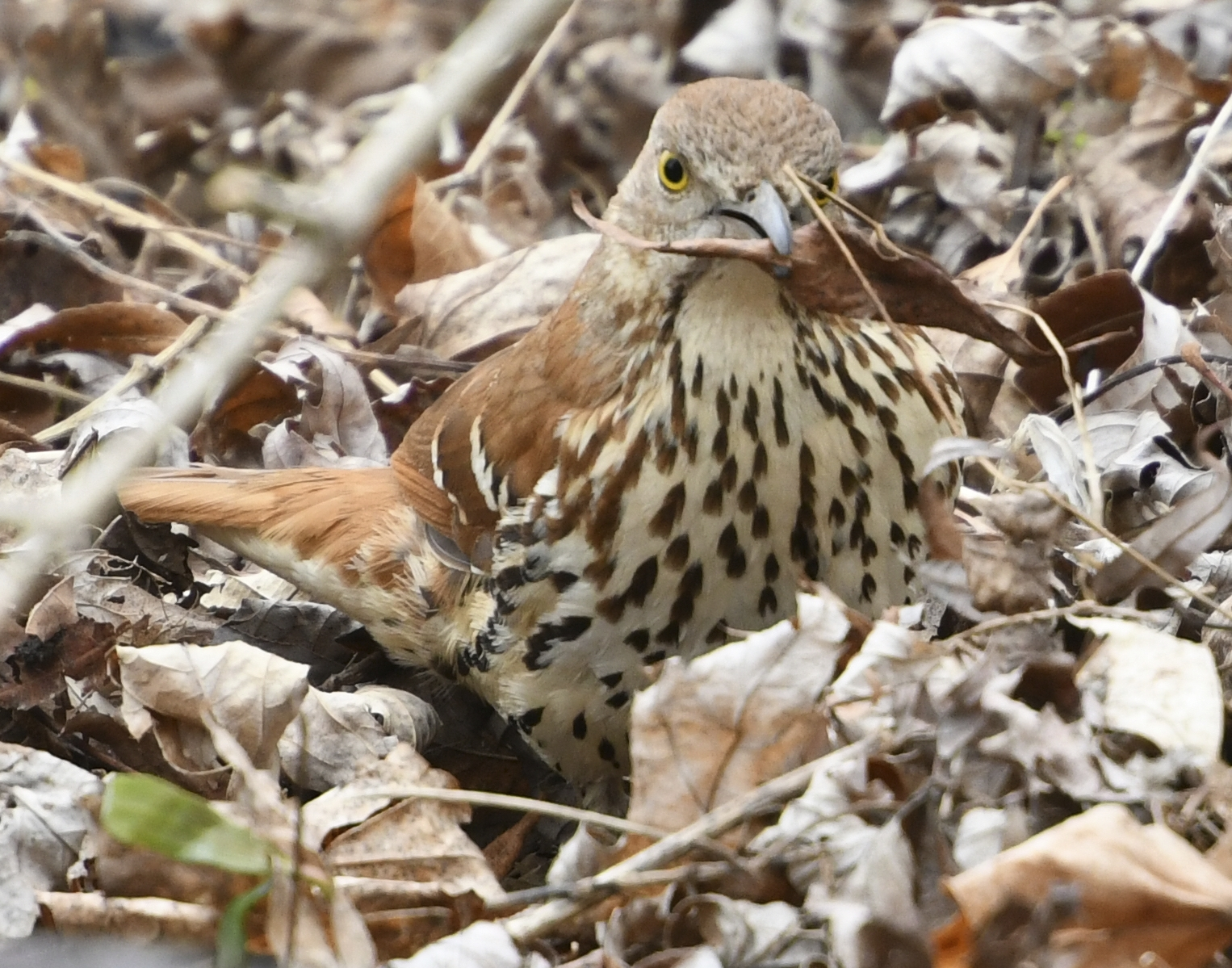
Тремблер шукає поживу в лісовій підстилці

Тремблерів прямодзьобих бачать як поодинці, так і парами. Тремблер прямодзьобий зазвичай є невловимим птахом і зберігає свою ухильність, літаючи у пониззі рослинності. Коли його турбують, він зазвичай ховається в заростях із кудкудаканням. Тремблери проводять більшу частину часу на рівні ґрунту або невисоко від землі. Зазвичай можна побачити самця, який співає, сидячи на безлистій гілці. Тремблер прямодзьобий відомий своєю агресивною поведінкою, і є стійким захисником свого гнізда. Однак його англійська назва («молотник») походить не від нападу на передбачувані загрози, а, як вважають, від шуму, який птах видає, порпаючись у підстилці. Вважається також, що назва походить від звуку, який він видає, намагаючись розбити знайдених великих комах, щоб убити їх та з’їсти.

### Харчування
Цей птах всеїдний, його дієта включає комах, ягоди, горіхи та насіння, а також дощових черв'яків, равликів та іноді ящірок і жаб. За різними сезонами та ареалом розмноження було виявлено, що 63% вмісту шлунка складається з тваринного матеріалу, решта 37% – рослинного. Під час сезону розмноження раціон складається переважно з жуків, коників та інших членистоногих, а також фруктів, горіхів і насіння. Понад 80% раціону тремблера прямодзьобого з Іллінойсу складається з тваринних речовин, близько 50% - це жуки. В Айові було встановлено, що близько 20% літнього раціону складається з коників. Наприкінці літа він починає переходити на травоїдну дієту, зосереджуючись на фруктах, горіхах, насінні та зернових, 60% їжі в Іллінойсі становлять фрукти та насіння. Взимку звичайним раціоном тремблера прямодзьобого є фрукти та жолуді. Було виявлено, що зимуючі птахи в Техасі з’їдають 58% рослинного матеріалу (в основному цукрові ягоди та плоди отруйного плюща) і 42% тваринного матеріалу; до березня, у посушливий період, коли запаси їжі, як правило, нижчі, 80% їжі забезпечувались тваринами і лише 20% рослинами. Хребетних вживають у їжу лише зрідка і часто цк дрібні рептилії і земноводні, такі як ящірки, маленькі або молоді змії, деревні жаби та саламандри.
Тремблер прямодзьобий використовує свій зір, шукаючи їжу. Зазвичай він шукає їжу під листям, кущами та залишками ґрунту на землі, орудуючи дзьобом. Він рухається по поверхні з боку в бік і досліджує територію, де нещодавно знаходив поживу. Тремблер прямодзьобий добує їжу подібно до тремблера рудого та тремблера кактусового (T. longirostre & bendirei), збираючи їжу з землі та з-під опалого листя, тоді як тремблери з різко загнутими дзьобами швидше риються в землі, щоб отримати поживу. Успіх пошуку корму на 25% більший у сухому листовому опаді порівняно з вологим листовим опадом. Тремблер прямодзьобий також може бити горіхи, наприклад жолуді, щоб видалити з них шкаралупу. Він також відзначається спритністю, ловлячи швидких комах, оскільки кількість хребців на його шиї перевищує жираф і верблюдів. В одному випадку було помічено, що тремблер прямодзьобий виривав ямку близько 1,5 см завглибшки, клав туди жолудь і бив по ньому дзьобом, доки він не тріснув, що може вважатись формою використання знаряддя. Під час лабораторного експерименту виявилося, що тремблер прямодзьобий здатний розпізнавати та відкидати токсичного східного тритона (Notophthalmus viridescens) і їстивного імітатора цього виду, червону саламандру ( Pseudotriton ruber ), але продовжував їсти доброякісних темних саламандр ( Desmognathus spp.).

### Розмноження

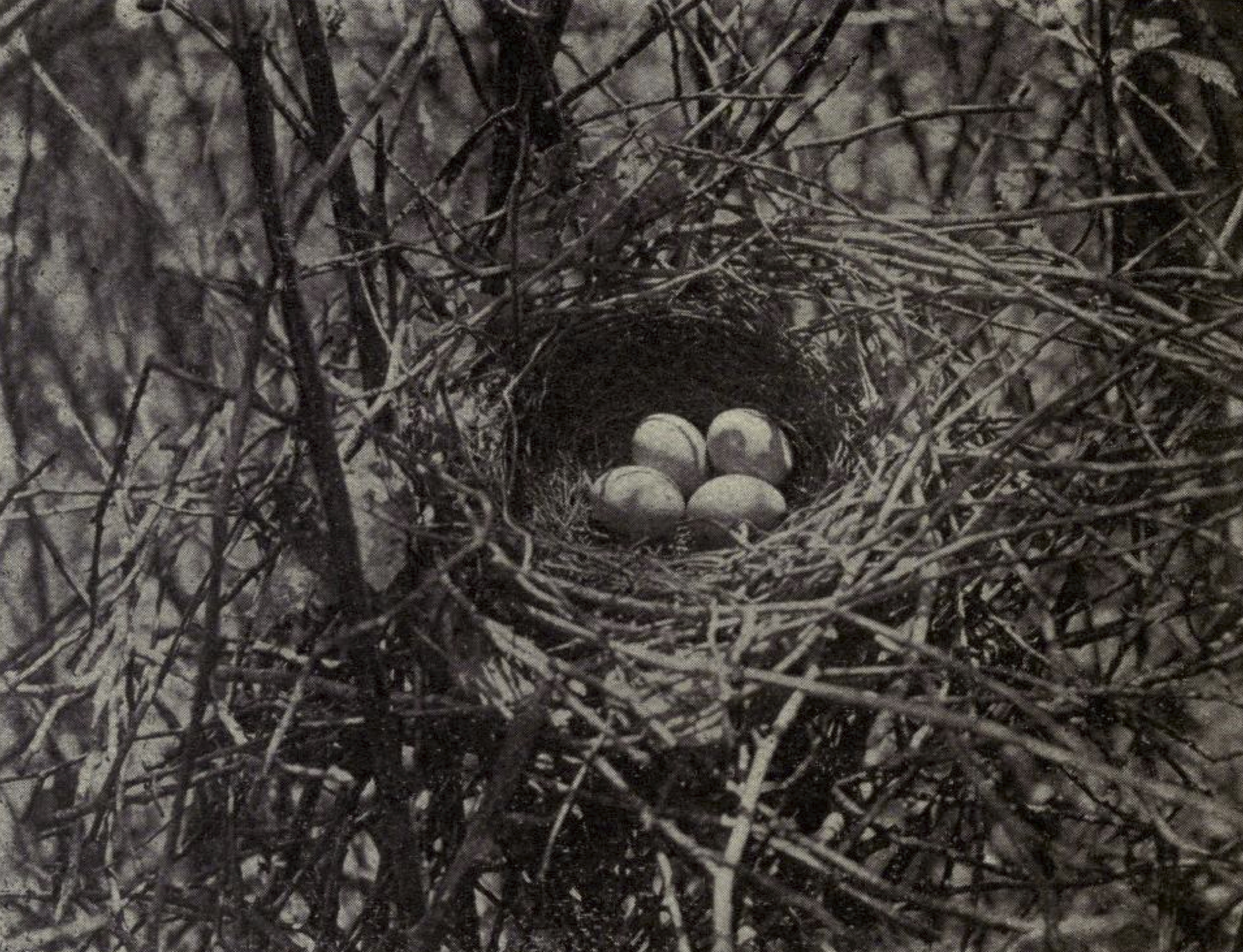
Гніздо і яйця

Тремблери прямодзьобі зазвичай моногамні птахи, але зміна партнера все ж відбувається, іноді протягом того самого сезону. Сезон їхнього розмноження залежить від регіону. На південному сході Сполучених Штатів місяці розмноження починаються в лютому та березні, тоді як у травні та червні починається розмноження в північній частині їхнього гніздового ареалу. Коли самці потрапляють у місця розмноження, їх територія може становити від 0,81 до4,05 га. Приблизно в цей час року самці зазвичай найбільш активні, голосно співають, щоб залучити потенційних партнерок, і їх можна знайти на вершинах сідал. Ритуал залицяння передбачає обмін можливим матеріалом для гніздування. Самці співають тихіше, коли вони бачать самку, і це спонукає самку схопити гілочку чи листок і подати їх самцю, змахуючи крилами та цвірінькаючи. Самці також можуть подарувати подарунок у відповідь і наблизитись до самки. Обидві статі беруть участь у будівництві гнізда, коли партнери знайдуть одне одного, і спаровуються після того, як гніздо буде завершене.
Самка відкладає від 3 до 5 яєць, які зазвичай мають блакитний або зеленуватий відтінок з червонувато-коричневими плямами. Бувають рідкісні випадки відсутності плям на яйцях. Гніздо будують з гілочок, вистеляють травою, листям та іншою сухою рослинністю. Гнізда, як правило, будуються в густому чагарнику або низько на дереві, зазвичай до 2,1 м, але бували гнізда на висоті 6 м. Вони також іноді кладуть гнізда на землі. Від одинадцяти днів до двох тижнів яйця вилуплюються. Висиджують і вигодовують дитинчат обоє батьків, причому більшу частину насиджування виконує самка. Через дев'ять-тринадцять днів після вилуплення пташенята починають вилітати. За рік ці птахи виводять два, іноді навіть три виводки. Самець співає низку коротких повторюваних мелодійних фраз з відкритого місця, щоб оголосити про свою територію, а також дуже агресивно захищає гніздо, нападаючи на людей і тварин.

### Вокальний розвиток

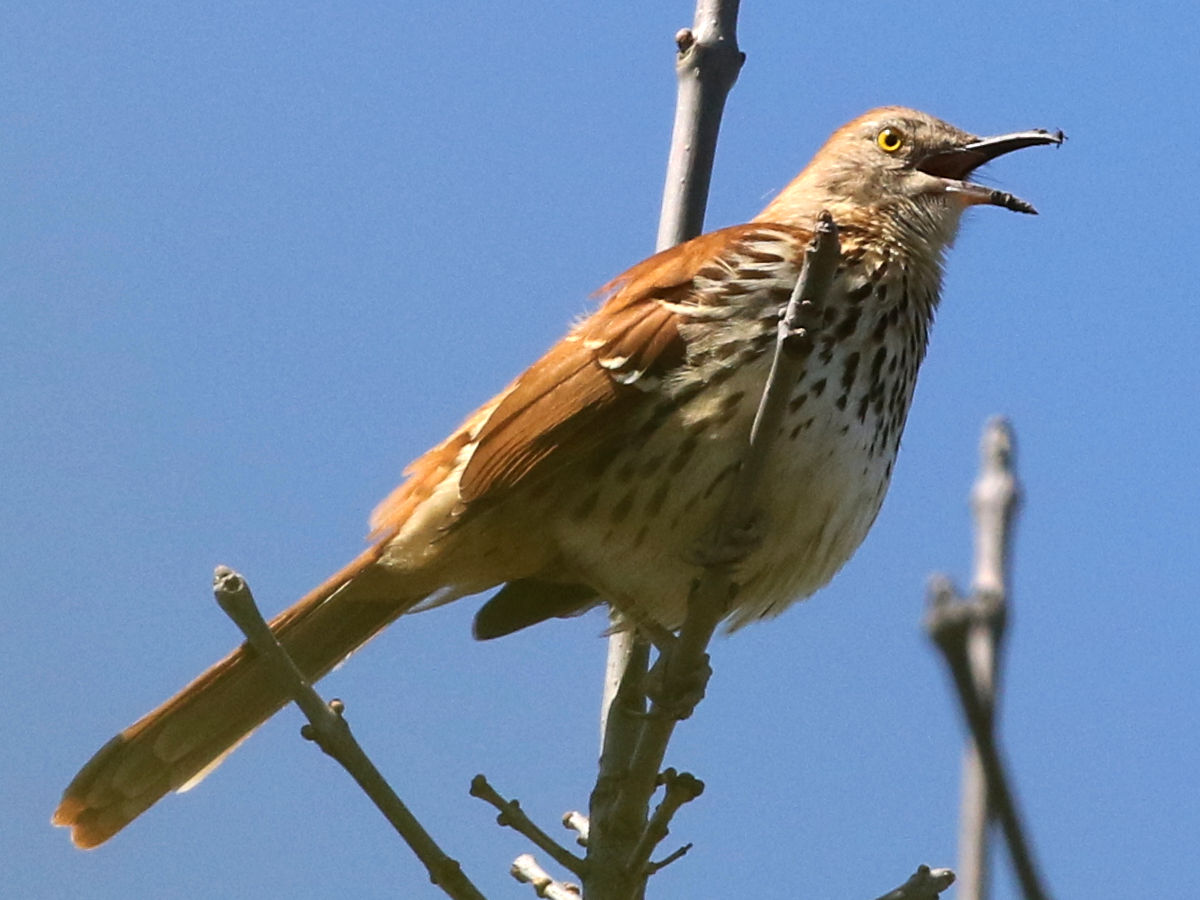
Спів, Іллінойс

Самець тремблера прямодзьобого може мати найбільший пісенний репертуар серед усіх північноамериканських птахів, який задокументовано як мінімум понад 1100 пісень. Деякі джерела стверджують, що кожна особина виконує до 3000 мелодичних фраз, тоді як інші наводять цифру понад 3000. Співочий голос самців зазвичай містить більш мелодійний тон, ніж спів спорідненого пересмішника сірого. Його пісня — це зв’язні фрази, які повторюються не більше трьох разів, але виконуються протягом хвилин за раз. Ближче до осені самець співає більш плавні мелодії. Взимку самці також можуть співати короткими фрагментами під час суперечок із сусідніми самцями.
Для молодих птахів характерні поклики тривоги. У дорослому віці тремблер прямодзьобий має в репертуарі численні звуків, які він видає в різних ситуаціях. Як самці, так і самки, коли їх провокують, видають цмокаючі та ті-е -ооо сигнали тривоги, а в сутінках і на світанку видають звуки гідж. Інші звуки можуть складатися з гострого, раптового chakk  rrrrr, звуку tcheh на початку, який закінчується eeeur, kakaka та звуків, що нагадують шкрябання палицею по бетонному тротуару. Тремблер прямодзьобий відомий своїми імітаціями (як член родини Mimidae ), але в цій категорії вони не такі різноманітні, як їхній родич пересмішник багатоголосий. Однак під час сезону розмноження здатність самця до наслідування проявляється якнайкраще, імітуючи звуки пісеньок синиць гогстрочубих (Baeolophus bicolor), північних кардиналів ( Cardinalis cardinalis ), лісових дроздів, деколів золотистих (Colaptes auratus), а також інших видів птахів.

## Хижацтво і загрози
Незважаючи на те, що цей птах доволі поширений і все ще звичайний, у деяких регіонах його чисельність зменшилася через втрату відповідного середовища проживання. Незважаючи на зниження, показник не опускається до статусу вразливих. Однією з природних неприємностей є вплив паразитичного вашера буроголового (Molothrus ater), але ці випадки нечасті. Щоразу, коли трапляються такі ситуації, тремблери прямодзьобі зазвичай викидають яйця вашерів. Іноді тремблери викидали свої власні яйця замість яєць вашерів через схожий розмір яйця, і принаймні одна зареєстрована пара виростила паразитичних пташенят. Північні кардинали та пеерсмішники сірі також є головними конкурентами трешерів у плані займаної території. Через очевидну відсутність адаптивної поведінки навколо подібних видів, трешерів часто виганяють із їхніх гніздових зон через територіальну конкуренцію. Тремблер прямодзьобий має тенденцію до подвійного виводку або зазнає невдачі під час перших спроб гніздування через хижацтво. Було помічено, як пересмішники сірі вторгаються в гнізда тремблерів прямодзьобих і розбивають їхні яйця. Крім пересмішників, змії, хижі птахи та коти належать до головних хижаків тремблера. У Канзасі принаймні вісім видів змій були ідентифіковані як потенційно серйозні джерела спустошення гнізд. Серед ідентифікованих пташиних хижаків дорослих особин є яструби чорноголові (Accipiter cooperii ), яструби великі (Accipiter gentilis), канюки ширококрилі (Buteo platypterus), підсоколики малі (Falco columbarius), сапсани (Falco peregrinus), сплюшки півкічні (Megascops asio), пугачі вірґінські (Bubo virginianus)  сови неоарктичні (Strix varia) і вухаті сови (Asio otus).
Методи оборони тремблера прямодзьобого включають використання дзьоба, який може завдати значної шкоди меншим за нього видам, а також відганяння помахами крил та голосовими викриками.

## Птах штату
Тремблер прямодзьобий є штатним птахом Джорджії. Тремблер прямодзьобий також був джерелом натхнення для назви колишньої команди Національної хокейної ліги Атланти, Атланта Трешерс, яка переїхала в 2011 році, щоб стати теперішньою Вінніпег Джетс (початкові Джетс переїхали до Фінікса в 1996 році, щоб перетворитися на Койотс).

## Зовнішні посилання
- Тремблер прямодзьобий (BirdHouses101.com)
- Фото та посилання на додаткові сторінки в GeorgiaInfo
- Відтворення опису Одюбона
- Марки на сайті bird-stamps.org
- Обліковий запис видів Brown Thrasher – Корнельська лабораторія орнітології
- Brown Thrasher Bird Sound у Флоридському музеї природної історії